# Provincia de Tambopata
La provincia de Tambopata es una de las tres que conforman el departamento de Madre de Dios en el sur del Perú.
Limita al norte con la provincia de Tahuamanu, al este con Bolivia, al sur con el departamento de Puno y la provincia de Manu, y al oeste con el departamento de Ucayali.
Desde el punto de vista jerárquico de la Iglesia católica, forma parte del vicariato apostólico de Puerto Maldonado.

## Historia
La provincia fue creada mediante Ley n.º 1782, del 26 de diciembre de 1912, que crea el departamento de Madre de Dios en el gobierno del presidente Guillermo Billinghurst.

## Geografía
La geografía se basa en extensa vegetación con ríos anchos y navegables. Se ubica en los pisos altitudinales de selva alta y selva baja.

## División administrativa
La provincia tiene una extensión de 36 268,49 km² y está dividida en 4 distritos:
- Tambopata: Su capital es Puerto Maldonado
- Inambari: Su capital es Mazuko
- Las Piedras: Su capital es Planchón
- Laberinto: Su capital es Puerto Rosario de Laberinto

## Población
La provincia tiene una población aproximada de 67 000 habitantes.

## Capital

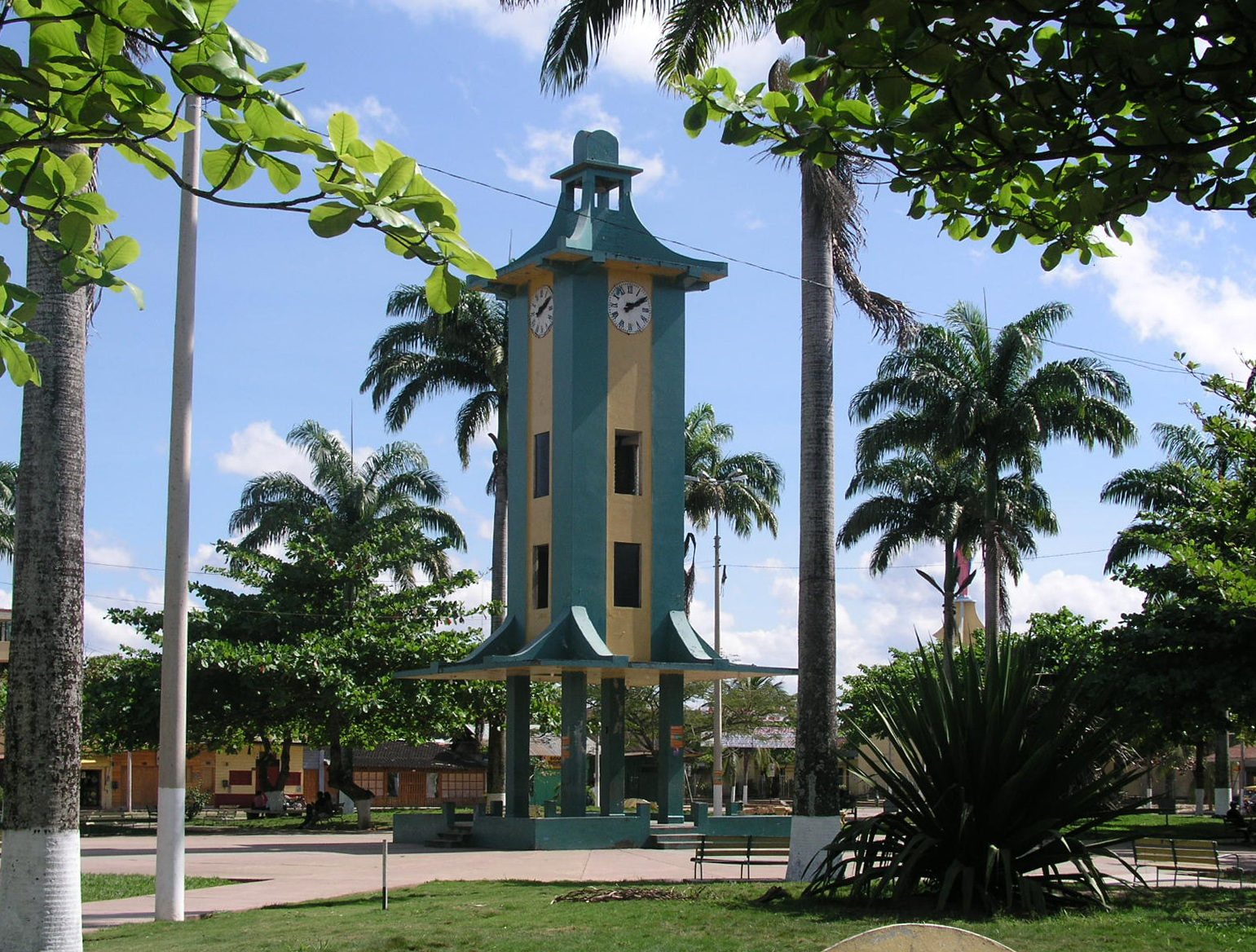
Puerto Maldonado

La capital de esta provincia es la ciudad de Puerto Maldonado, ubicada sobre los 139 m s. n. m.

## Autoridades

### Regionales
- Consejeros regionales
  - 2019-2022[2]

  1. Dany York Celi Wiess (Perú Patria Segura)
  2. Fátima Pizango Salazar (Alianza para el Progreso)
  3. Jorge Luis Díaz Revoredo (Partido Democrático Somos Perú)
  4. Pedro Wanger Cari Rodríguez (Fuerza por Madre de Dios)
  5. Wilber Uchupe Flórez (Fuerza por Madre de Dios)

## Turismo
- Bosque de Aguajal Amaruparque (distrito de Tambopata)
- Bosque de Ceja de Selva Señor de la Cumbre (distrito de Inambari)
- Bosque de Pacal Amaru (distrito de Tambopata)
- Cocha Carachamayoc (distrito de Tambopata)
- Cocha Collpa (distrito de Laberinto)
- Cocha Lobo (distrito de Laberinto)
- Cocha Montes (distrito de Tambopata)
- Parque nacional Bahuaja Sonene (distrito de Tambopata)
- Reserva nacional Tambopata (distrito de Tambopata)
- Río Las Piedras (distrito de Tambopata)
- Río Pariamanu (distrito de Tambopata)
- Río Madre de Dios (distrito de Tambopata)
- Río Tambopata (distrito de Tambopata)